# 朱文接
朱文接（越南语：／，1738年—1784年），原名朱尹梗（Châu Doãn Ngạnh），是18世紀時期越南廣南阮主麾下的軍事人物，效命於阮福映。
朱文接於1738年出生在越南南部的富安省，是一個馬商的兒子。朱文接年幼的時候學習武術，並且能夠說泰語和高棉語。
1773年，阮岳、阮侶、阮惠三兄弟據西山邑發動起義。朱文接及其家人逃入富安省境內的邊遠山區河維（Hà Duy）避難。朱文接在河維組織了一支由當地人組成的軍隊，佔據了附近的斜梁山（Tà Lương，今富安省境內茶郎山）。
西山軍領袖阮岳以阮主王子阮福暘的名義，邀請朱文接加入西山軍。朱文接同意了，但不久就叛變了西山軍，投奔阮主。阮主轄下龙湖（今永隆省）總兵任命他為富安、平順的總兵。
1777年，朱文接率軍北上，支援被西山軍所壓迫的阮主阮福淳、阮福暘軍。然而西山軍擊敗了朱文接部，迫使他隨阮福淳、阮福暘一起逃亡。朱文接率其部回到了原來的根據地斜梁山，以避開李才和杜清仁的勢力。
後來阮福淳、阮福暘和阮主的其他家族為西山軍所擒並全部被殺。阮主家族中地位最高的倖存者是阮福淳15歲的侄子阮福映。當阮福映從躲藏的湄公河叢林中出來的時候，朱文接加入了阮福映的軍隊。1780年，阮福映繼承阮氏的主位，冊封朱文接為「欽差大都督」（Khâm Sai Đại Đô Đốc）。
1781年，阮福映命朱文接率軍襲擊西山朝的延慶城。朱文接戰敗，逃亡富安。當得知嘉定失陷的消息後，朱文接率其部，打著「梁山佐國」（Lương Sơn Tá Quốc）四字的繡花旗幟，前往嘉定，增援阮福映。朱文接擊敗了西貢地區的西山朝守軍，迎接隱藏在富國島的阮福映回到西貢。隨即西山軍再次攻佔西貢，阮軍徹底戰敗；朱文接逃往暹羅，請求暹羅國王拉瑪一世出兵增援。拉瑪一世同意了。
1784年，在拉瑪一世會見了阮福映之後，暹羅派遣兩萬至三萬人和三百餘艘戰船支援阮福映。朱文接率領小股越南軍隊，追隨暹羅軍隊之後。朱文接部同西山軍戰於永隆省的斌澈，一位西山軍名叫「寶」的士兵刺傷了朱文接的背部，並殺死了他。
阮福映得知朱文接死訊後大為悲痛。由於同西山朝的戰爭正在進行的緣故，阮福映將朱文接暫時葬在了永隆，追贈他左軍都督府掌府事、郡公，諡忠肅。1802年，阮福映建立了阮朝並統一越南之後，將朱文接改葬於頭頓，1803年（嘉隆三年），列於顯忠祠。1807年，列為一等定望閣功臣。1810年，祀於中興功臣廟。1831年，明命帝將其附祀於世廟，追贈佐運功臣、特進、壯武將軍、左軍都統府掌府事、太保，改諡壯烈，封臨洮郡公（越南语：／）。
朱文接同阮福映的部將杜清仁、武性二人，併稱「嘉定三雄」（Gia Định Tam Hùng）。

## 腳註
1. 1 2 3 4 5  Huỳnh Minh, p. 109.
2. 1 2 3  Trần Trọng Kim, p. 343.
3. ↑  Phan Khoang, p. 515.
4. ↑  Trần Trọng Kim, pp. 344–345.
5. ↑  Tucker, p. 15.
6. 1 2  Huỳnh Minh, p. 110
7. ↑  Huỳnh Minh, p. 105.